# Obština Sadovo
Obština Sadovo (bulharsky Община Садово) je bulharská jednotka územní samosprávy v Plovdivské oblasti. Leží ve středním Bulharsku v Hornothrácké nížině. Správním střediskem je město Sadovo, kromě něj obština zahrnuje 11 vesnic. Žije zde necelých 13 tisíc stálých obyvatel.

## Sídla
Všechna sídla v obštině jsou samosprávná.
| - Achmatovo - Bogdanica - Boljarci - Češnegirovo | - Karadžovo - Katunica - Kočevo - Milevo | - Mominsko - Popovica - Sadovo (sídlo správy) - Selci |

## Sousední obštiny
| Růžice kompasu | Marica     | Rakovski       | Braťa Daskalovi | Růžice kompasu |
| Růžice kompasu | Rodopi     | Sever          | Părvomaj        | Růžice kompasu |
| Růžice kompasu | Rodopi     | Obština Sadovo | Părvomaj        | Růžice kompasu |
| Růžice kompasu | Rodopi     | Jih            | Părvomaj        | Růžice kompasu |
| Růžice kompasu | Asenovgrad |                |                 | Růžice kompasu |

## Obyvatelstvo
V obštině žije 12 947 stálých obyvatel a včetně přechodně hlášených obyvatel 15 056. Podle sčítáni 1. února 2011 bylo národnostní složení následující:
- Bulhaři: 10 932 (89.6 %)
- Romové: 795 (6.5 %)
- Turci: 397 (3.3 %)
- ostatní: 83 (0.7 %)

## Doprava
V severní části území prochází obštinou od západu k východu hlavní silnice I-8 z Plovdivu do města Chaskovo. Ve stejném směru tudy také prochází železniční trať do města Părvomaj.

## Vodstvo
Západní hranici obštiny tvoří řeka Čepelarska reka, která se v severozápadním cípu území zprava vlévá do řeky Marica. Řeka Marica tvoří severní hranici obštiny.